# Christopher Maleki
Christopher Maleki (ur. 26 lutego 1964 w Glendale w Kalifornii) – amerykański aktor telewizyjny i filmowy, a także producent filmowy, najbardziej znany jako Herbert „Spike” Lester z opery mydlanej NBC Passions, od 10 marca 2005 do 7 stycznia 2008.

## Filmografia

### Filmy fabularne
- 1987: Mniej niż zero (Less Than Zero) jako Chłopak na przyjęciu
- 1987: Nie kupisz miłości (Can’t Buy Me Love) jako student
- 1989: Morze miłości (Sea of Love) jako detektyw
- 1997: Śmierć modelki (Human Desires) jako barman
- 1997: Dzieci niebios (Bacheha-Ye aseman) jako Salt Seller
- 2004: Mojave jako głos
- 2004: Fossil jako Josh Milland
- 2005: Tears of a Clown jako Bob Grossman
- 2008: Cziłała z Beverly Hills (Beverly Hills Chihuahua) jako Yikes
- 2008: Igor jako Fan Killiseum 6 (głos)
- 2009: Stary, kocham cię (I Love You, Man) jako Buddy 5
- 2010: Finding Hope Now jako pan Delgado
- 2010: Iron Man 2 jako dziennikarz
- 2011: Dziewczyna z tatuażem (The Girl with the Dragon Tattoo) jako Hanzel
- 2012: Egipskie psiaki (Treasure Buddies) jako Seti
- 2013: Dary anioła: Miasto kości (The Mortal Instruments: City of Bones) jako Ciemnowłosy Demon
- 2014: Furia jako Kettle
- 2014: 300: Początek imperium (300: Rise of an Empire) jako Reza

### Seriale TV
- 1977: Lucan jako Jimmy
- 1977: Thunder jako Jimmy
- 1984: Santa Barbara jako mężczyzna z marzeń
- 1985: Santa Barbara jako mężczyzna z marzeń
- 1989-90: Moda na sukces (The Bold and the Beautiful) jako Cole
- 1990: Doctor Doctor jako Axel
- 1990: 21 Jump Street jako Taylor
- 1993: Krok za krokiem ('Step by Step) jako Dave
- 1994: Renegat jako Brian Davis
- 1995: Karolina w mieście (Caroline in the City) jako Chris
- 1995: Ich pięcioro (Party of Five) jako Chłopak z gitarą
- 1996: Sliders jako Wolf
- 1997: Jenny jako Ian
- 1997: Słoneczny patrol (Baywatch) jako Jet Skier
- 1998: Beverly Hills, 90210 jako Joe
- 1999: Niebieski Pacyfik jako Manny
- 2001: Port Charles jako Benjamin 'Ben' Shapour
- 2002: JAG – Wojskowe Biuro Śledcze
- 2002: Dni naszego życia (Days of Our Lives) jako Taylor / Magic Mike
- 2002: Power Rangers Wild Force jako (głos)
- 2005–2008: Passions jako Herbert „Spike” Lester
- 2007: CSI: Kryminalne zagadki Nowego Jorku jako Gavin Bridge
- 2011: Super ninja (Supah Ninjas) jako X
- 2013: Skandal (Scandal) jako terrorysta
- 2014–2015: Pokojówki z Beverly Hills (Devious Maids) jako pan Jay
- 2015: Born Again Virgin jako Enrique